# Wage Rudolf Supratman
Wage Rudolf Supratman (Wage Roedolf Soepratman en la antigua ortografía o generalmente conocido como W. R. Supratman) (Purworejo, 9 de marzo de 1903 – Surabaya, 17 de agosto de 1938) fue un compositor indonesio que escribió tanto la letra, como la melodía del himno nacional de Indonesia, el "Indonesia Raya". Es considerado en su país como un héroe nacional.

## Biografía

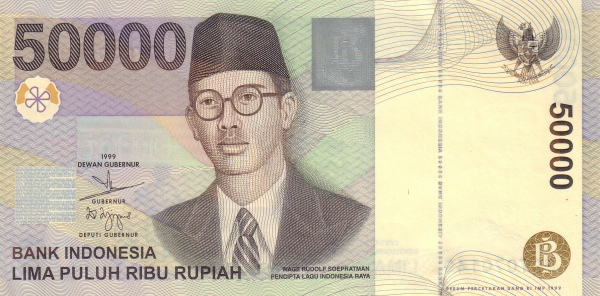
Imagen de Wage Rudolf Soepratman en el billete de 50.000 rupias.

Su padre fue Djoemeno Senen Sastrosoehardjo, un soldado del Ejército Colonial Holandés, y su madre era Siti Senen. Supratman nació el 9 de marzo de 1903 en Somongari, Purworejo. Varios meses más tarde, su padre añadió Supratman a su nombre y explicó que nació en Meester Cornelis, Batavia. Soepratman era el séptimo de nueve hermanos. Su hermano mayor era Rukiyem Supratiyah van Eldik. 
A los 6 años,  ingresó a la escuela primaria Boedi Utomo en Cimahi. Después de que su padre se retiró, Wage fue llevado por su hermana Rukiyem a Macasar, donde empiece a asistir a la Escuela Europese Lagere (ELE) en 1914.  Fue entonces cuando se le añadió el nombre Rudolf, de modo que sus derechos serían iguales a los de los holandeses.  Sin embargo,  se le solicitó que abandonara la escuela, después de que se revelara que no era de ascendencia europea. Continuó sus estudios en una escuela de lengua malaya. Después de regresar a su hogar,  aprendió a tocar la guitarra y el violín. Su cuñadp, van Eldik, le dio un violín como regalo en su decimoséptimo cumpleaños en 1920. Después de graduarse de su escuela malaya en 1917, Wage asistió a cursos de lengua holandesa y se graduó en 1919. Continuó en la Escuela Normal, o Colegio de Profesores, y pasó a ser profesor suplente en Macasar después de que se graduara.
En 1920, él y van Eldik fundaron una banda de jazz, llamado Black & White, en el que tocaba el violín. Actuaron en bodas y en fiestas de cumpleaños en Macasar.
A principios de julio de 1933, la salud de Wage comenzó a deteriorarse. Luego en noviembre de 1933, renunció como periodista Sin Po y se estableció primero en Cimahi, después en Palembang, y finalmente en Surabaya. El 17 de agosto de 1938,  falleció a la 01.00 a. m. y fue enterrado en Kenjeran, Surabaya. El 13 de marzo de 1956, sus restos fueron trasladados al cementerio Tambak Segaran Wetan.

## Indonesia Raya
Wage compuso tanto la letra,como la melodía de la canción ''Indonesia Raya'', el cual más tarde se convertiría en el himno nacional de Gran Indonesia. Fue introducido durante el Segundo Congreso de la Juventud Indonesia el 28 de octubre de 1928. La canción fue rápidamente adoptada por el entonces presidente Soekarno. El texto fue revisado en noviembre de 1944, y la melodía dispuesta en su forma musical actual en 1958.

## Legado

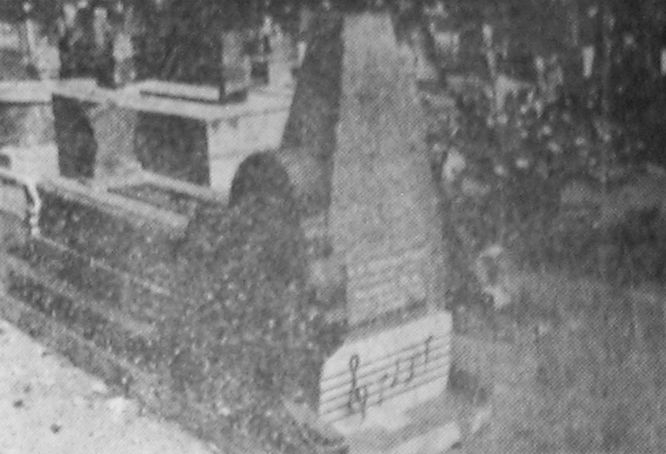
Tumba de Soepratman

El gobierno de su país le otorgó el título de Héroe Nacional y el Bintang Maha Putera Utama kelas III en 1971.

## Religión
Wage perteneció a la Comunidad musulmana Ahmadía. Algunas personas afirman que Wage era católico, pero como sus familiares en un libro publicado en el año 1967, titulado "Sedjarah Lagu Kebangsaan Indonesia Raya" (Historia del himno nacional Gran Indonesia) que Supratman era musulmán y su cuerpo fue bañado y enterrado en formas islámicas.